# Le Menoux
Le Menoux ist eine französische Gemeinde mit 412 Einwohnern (Stand 1. Januar 2022) im Département Indre in der Region Centre-Val de Loire; sie gehört zum Arrondissement Châteauroux und zum Kanton Argenton-sur-Creuse.
Nachbargemeinden von Le Menoux sind Chavin im Nordosten, Badecon-le-Pin im Südosten, Ceaulmont im Südwesten, und Le Pêchereau im Nordwesten.

## Bevölkerungsentwicklung

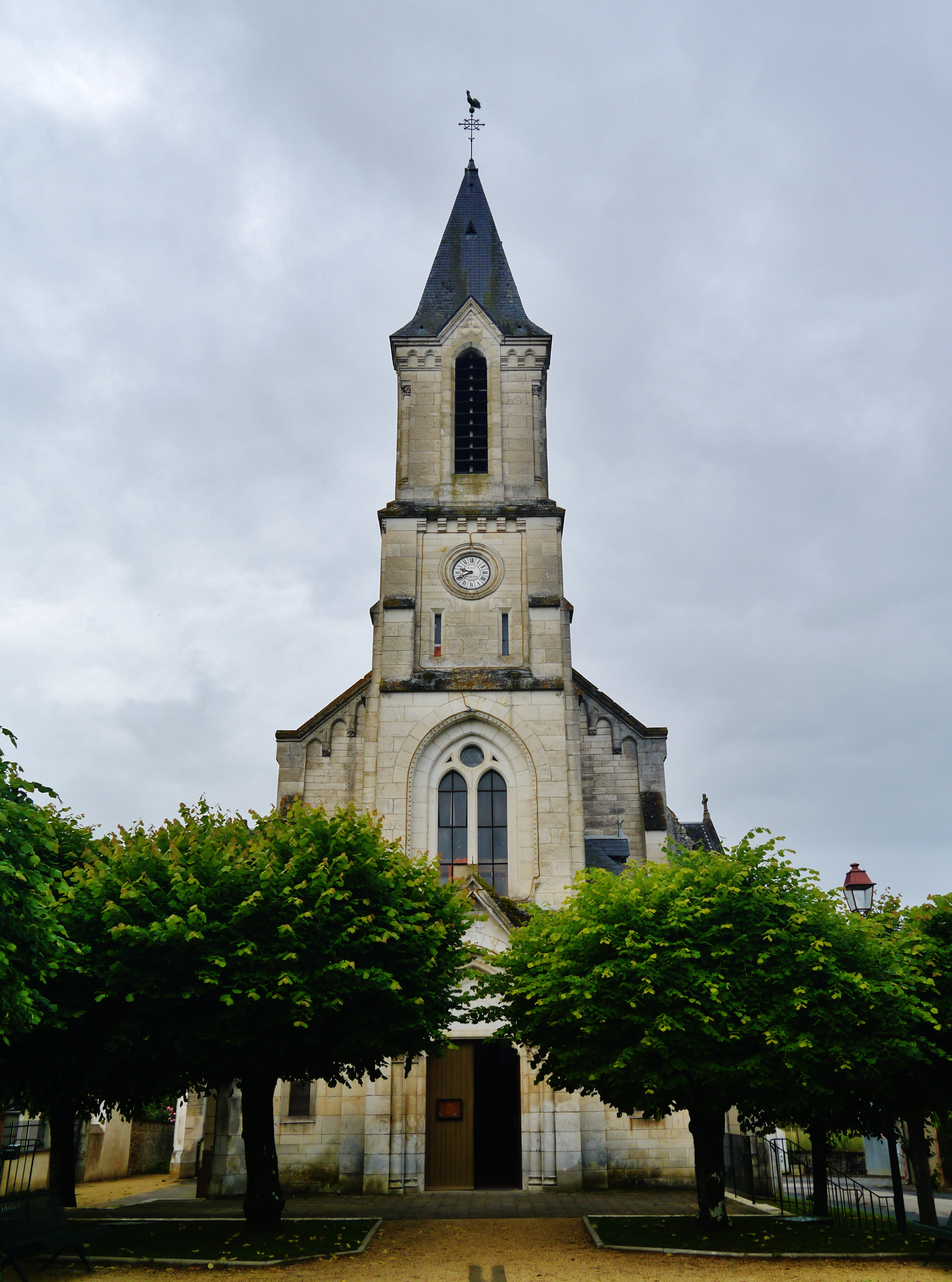
Kirche Notre-Dame

| Jahr      | 1962 | 1968 | 1975 | 1982 | 1990 | 1999 | 2007 | 2018 |
| Einwohner | 493  | 446  | 424  | 434  | 425  | 420  | 446  | 431  |